# اچ‌ام‌اس اولستر (آر۸۳)
اچ‌ام‌اس اولستر (آر۸۳) (به انگلیسی: HMS Ulster (R83)) یک کشتی بود. این کشتی در سال ۱۹۴۲ ساخته شد.